# Leucó (mitologia)
Leucó (en grec antic Λεύκων) va ser, segons la mitologia grega, un dels fills que va tenir Atamant amb la seva tercera esposa, Temisto. Els seus germans es deien Eritri, Esqueneu i Ptous.
Va tenir un fill Èritras, que va fundar la ciutat homònima de Beòcia, i dues filles, Evipe, que es va casar amb Andreos, fill del déu-riu Peneu, i Pisícide, mare d'Argí.